# Adriana Dorn
Adriana Dorn, de son nom complet, Adriana de Lourdes Dorn Rodríguez, née le 30 décembre 1986 à Managua, a été élue Miss Nicaragua 2011. Elle est la 31e Miss Nicaragua. 

## Biographie

### Élection Miss Nicaragua 2011
Adriana Dorn est élue puis sacrée Miss Nicaragua 2011 le 26 février 2011  au Théâtre national Rubén Darío de Managua et succède à Scharllette Allen, Miss Nicaragua 2010. Un prix lui est attribué au cours de son élection, celui du Meilleur visage d'Avon. 

#### Parcours
- Miss Nicaragua 2011 au Théâtre national Rubén Dario de Managua.
- Candidate à Miss Univers 2011 au Credicard Hall de São Paulo, au Brésil.